# Sirijus Klaipėda
El Sirijus Klaipėda fue un equipo de fútbol de Lituania que jugó en la A Lyga, la primera división de fútbol en el país.

## Historia
Fue fundado en el año 1973 en la ciudad de Klaipėda con el nombre FK Atlantas Klaipėda, el cual cambiaron en 1989 por su nombre original.
El club tomó éxito hasta finales de la década de los años 1980s, en donde ganó la Copa de Lituania en dos ocasiones.
Fue uno de los equipos fundadores de la A Lyga en 1990 tras la caída de la Unión Soviética y la independencia de Lituania, convirtiéndose en el primer campeón de liga tras la salida de los soviéticos del país.
El club se mantuvo en la A Lyga hasta el año 1996 luego de que fuese absorbido por el FK Atlantas y hacer un solo equipo en la ciudad.

## Palmarés
- A Lyga: 1

1990
- Copa de Lituania: 2

1988, 1990

## Jugadores

### Jugadores destacados
| - Saulius Atmanavičius, 1989–1994 - Saulius Mikalajūnas, 1990–1993 - Arūnas Mika, 1992–1993 - Viktoras Olšanskis, 1992–1993 | - Marius Poškus, 1991–1992, 1994 - Edgaras Tumasonis, 1992–1993 - Raimundas Vainoras, 1992 - Andrius Zuta, 1993–1994 |